# Shreveport
Shreveport (/ˈʃɹiːvpɔːɹt/ SHREEV-port) è un comune (city) degli Stati Uniti d'America e capoluogo della parrocchia di Caddo nello Stato della Louisiana. Una piccola parte della città si estende nella parrocchia di Bossier. La popolazione era di 188,978 persone al censimento del 2018, il che la rende la terza città più popolosa dello stato e la 109ª città più popolosa della nazione.
Shreveport venne fondata nel 1836 dalla Shreve Town Company, una società fondata per sviluppare una città all'incrocio tra il nuovo fiume navigabile Red River e il Texas Trail, una strada via terra lungo la Repubblica del Texas e, prima di allora, in Messico. Shreveport è il centro commerciale e culturale della regione Ark-La-Tex, dove si incontrano Arkansas, Louisiana e Texas.

## Geografia fisica
Secondo lo United States Census Bureau, la città ha una superficie totale di 312,95 km², dei quali 272,92 km² di territorio e 40,03 km² di acque interne (12,79% del totale).

## Storia
Il sito di Shreveport fu scelto a causa della sua posizione tra il Red River e il Texas Trail. Il Red River divenne navigabile a Shreveport grazie al capitano Henry Miller Shreve, che comandava allora lo United States Army Corps of Engineers. Un vicolo cieco naturale e una grande zattera, bloccavano il passaggio alla navigazione. Shreve utilizzò un battello appositamente modificato, l'Heliopolis, al fine di rimuovere il vicolo cieco
I terreni della città furono acquistati dalla tribù dei Caddo nel 1835. Nel 1838, la parrocchia di Caddo fu creata e Shreveport ne divenne il capoluogo. In Louisiana, le parrocchie costituiscono un livello amministrativo equivalente a quello delle contee. Il 20 marzo 1839, la città ha cambiato il suo nome in "Shreveport". In origine, la città era composta da 64 blocchi, otto vie est-ovest dal Red River e otto vie nord-sud del Croix-Bayou, uno dei suoi affluenti
Shreveport divenne rapidamente una città del centro per il commercio, grazie alle merci in transito sui battelli a vapore. Le produzioni riguardavano il cotone e le colture agricole. Shreveport possedeva anche un mercato per gli schiavi, sebbene il commercio degli schiavi non era diffuso come in altre parti dello Stato. I battelli a vapore moltiplicarono sul Red River, e i lavoratori portuali caricavano e scaricavano le merci. Nel 1860, Shreveport era una popolazione libera di 2.200 abitanti e 1.300 schiavi.
Durante la guerra civile americana, Shreveport era una roccaforte confederata e la sede del ministero dell'esercito confederato. Dopo la sconfitta dell'esercito confederato, la guerra civile continuò per diversi mesi in Occidente per la resa di Robert Edward Lee nell'aprile 1865, e Shreveport divenne brevemente la capitale confederata. Il presidente confederato Jefferson Davis cercò di fuggire a Shreveport quando lasciò Richmond. Shreveport possiede sei quartieri storici inseriti nel patrimonio nazionale. Shreveport è la seconda città della Louisiana dopo New Orleans a possedere il maggior numero di siti storici. Il Red River, aperto da Shreve nel 1830, rimase navigabile fino al 1914, e la ferrovia prese il controllo del fiume per il trasporto di merci e persone.

## Società

### Evoluzione demografica
Secondo il censimento del 2010, la popolazione era di 199.311 abitanti.
I dati del 2018 parlano di 188.978 abitanti.

### Etnie e minoranze straniere
Secondo il censimento del 2010, la composizione etnica della città era formata dal 55,7% di bianchi, il 40,16% di afroamericani, lo 0,36% di nativi americani, l'1,32% di asiatici, lo 0,05% di oceaniani, lo 0,93% di altre razze, e l'1,48% di due o più etnie. Ispanici o latinos di qualunque razza erano il 2,52% della popolazione.

## Cultura

### Media
Il quotidiano cittadino è The Times, fondato nel 1871 e di proprietà del gruppo editoriale Gannett.